# Procellaria conspicillata
La pardela de anteojos, petrel de anteojos o petrel mentón blanco de Tristán da Cunha (Procellaria conspicillata) es una especie de ave de la familia Procellariidae, que anida únicamente en el archipiélago Tristán de Acuña y llega a las costas de Argentina, Brasil, Namibia, Sudáfrica y Uruguay.

## Descripción
Mide 55 cm de longitud y pesa entre 1 y 1,3 kg. El plumaje es de color marrón grisáceo, con manchas blancas en la cabeza y la cara, principalmente alrededor de los ojos. El pico es amarillento con manchas negras; las patas son negras.

## Comportamiento
Presenta un comportamiento gregario en zonas de pesca. El vuelo es lánguido, con un aleteo intenso y bajo planeo. Puede permanecer estático con viento fuerte. Sigue a barcos pesqueros. 
La reproducción se da entre septiembre y marzo, antes de la muda.